# Васильково (Полтавская область)
Васильково (укр. Василькове) — село,
Шиловский сельский совет,
Зеньковский район,
Полтавская область,
Украина.
Код КОАТУУ — 5321387802. Население по переписи 2001 года составляло 31 человек.

## Географическое положение
Село Васильково находится в 3-х км от левого берега реки Грунь.
Примыкает к сёлам Довбневка, Петровка и Княжева Слобода.
По селу протекает сильно заболоченный ручей.

## Происхождение названия
На территории Украины 3 населённых пункта с названием Васильково.

## История
В 1945 году Указом Президиума ВС УССР хутор Влохи переименован в Васильково.
Есть на карте 1869 как хутор Олохи